# Lamprocryptus nigrans
Lamprocryptus nigrans är en stekelart som beskrevs av Dmitriy R. Kasparyan och Ruiz-cancino 2005. Lamprocryptus nigrans ingår i släktet Lamprocryptus och familjen brokparasitsteklar. Inga underarter finns listade i Catalogue of Life.